# Teilen

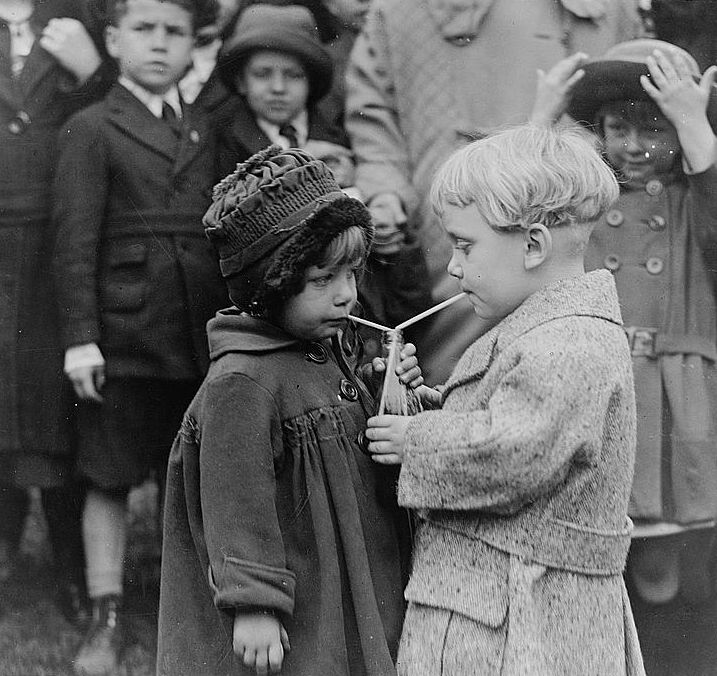
Zwei Kinder teilen sich ein Getränk (1922)

Teilen ist das gemeinsame Nutzen einer Ressource. Im Falle materieller Güter muss das Gut oder die Nutzungszeit zwischen den Nutzern aufgeteilt werden, wobei Kulturgüter wie Wissen (oder auch Ansichten und Meinungen) mitgeteilt und somit auch zeitgleich in vollem Umfang gemeinsam genutzt werden können. Wirtschaftsethnologisch betrachtet ist das Teilen eine Form der Reziprozität (Gegenseitigkeit), die sich in verschiedenen Formen – beispielsweise Schenk- oder Tauschwirtschaft – ausdrücken kann.

## Geschichte
Das Teilen gilt in vielen Wertesystemen als positiver Wert, der sich in der Gesellschaft unter anderem als Solidarität und dem Streben nach Gerechtigkeit äußert. Untersuchungen zeigen, dass es in der menschlichen Natur zu liegen scheint, zur Erreichung eines gemeinsamen Zieles zusammenzuarbeiten („die Arbeit zu teilen“) und anschließend den Ertrag oder Gewinn zu teilen. Als Beispiel für die ursprüngliche Form dieser Versorgung ohne direkte Gegenleistung wird die Egalitäre Gesellschaft genannt.

## Wert des Teilens
Das Teilen einer Ressource ermöglicht potenziell eine bessere Ausnutzung ihres Potenzials als der exklusive Zugriff durch nur einen Nutzer. Extrem deutlich ist dies bei immateriellen Gütern wie Wissen, das durch die Mitteilung überhaupt erst lebt und das Teilen quasi unbeschränkt möglich ist. Doch mit Konzepten wie beispielsweise dem sogenannten Carsharing wird auch mit materiellen Ressourcen eine Erhöhung der Ausnutzung erreicht, indem bedarfsorientiert Nutzungszeit zugeteilt wird.
Durch offene Werkstätten können der Auslastungsgrad von Maschinen und Werkzeugen erhöht und Standzeiten verringert werden. Online-Portale zum Teilen von Alltagsgegenständen sollen Mehrfachbeschaffungen in der Hausgemeinschaft oder Nachbarschaft vermeidbar machen.
Das Teilen ist grundlegender Aspekt von Konzepten wie freier Software. Mit Konzepten wie Yochai Benklers Peer-Produktion und Christian Siefkes’ Peer-Ökonomie wird versucht, diese bei der Produktion freier Software erfolgreichen Grundsätze des Teilens auch auf andere Bereiche wie die Wirtschaft als Ganzes zu übertragen. Indem an die Stelle des durch Eigentum geregelten exklusiven Zugriffs der Zugang zu Ressourcen bedarfsorientiert geregelt wird, wird ein Potenzial zur Effizienzsteigerung erschlossen:
- In Form der freiwilligen Kostenbeteiligung beziehungsweise Überzahlung oder als Besitzteilung ist Teilen ein Charakteristikum vieler Erneuerungs- und sozialer Bewegungen, zum Beispiel in der Entwicklungshilfe, bei Marriage Encounter oder im Urchristentum.
- In der Wirtschaft kann sich diese Werteinstellung als Arbeitnehmerbeteiligung an Unternehmen oder im Teilen der Entscheidungsbefugnis äußern.
- In der Technik gibt es prominente Konzepte des Teilens gemeinsam genutzter Ressourcen. Bei Rechnern wird mit dem sogenannten Time-Sharing durch ein Aufteilen der Rechenzeit des Prozessors eine scheinbar gleichzeitige Nutzung durch verschiedene Benutzer oder Anwendungsprozesse ermöglicht.

Auch Elinor Ostrom beschrieb das Phänomen der gesteigerten Zugänglichkeit beim Teilen von Ressourcen. Teilen kann für die Beteiligten langfristig wie eine Vergrößerung der Wachstumsrate wirken. Die Theorie der gerechten Aufteilung behandelt das Problem der Fairness beim Teilen aus spieltheoretischer Sicht.
In sozialen Netzwerken bedeutet „Teilen“ (englisch sharing) das Weitergeben bzw. Empfehlen eines anderen Beitrages an seine Freunde oder Follower. Auf Twitter wird dies auch „Retweeten“ genannt.